# مرتضی‌قلی خان وکیل‌الملک
مرتضی‌قلی خان پسر محمد اسماعیل خان نوری وکیل الملک از خاندان اسفندیاری و حاکم کرمان بود. پدرش او را به روسیه فرستاد تا تعلیمات نظامی فراگیرد و پس از بازگشت وارد قشون ایران شد. در ۱۲۷۲ ه‍. ق. به درجه سرهنگی نائل آمد و مسئول فوج ملایر بود. در ۱۲۸۳ ه‍. ق. در زمان حکومت پدرش بر کرمان، با درجه سرتیپی به ریاست دو فوج کرمان منصوب گردید.
در سال ۱۲۸۶ ه‍. ق. مرتضی‌قلی خان نوری به لقب پدر «وکیل‌الملک» ملقب شد و به جای حسین‌خان شهاب الملک «نظام‌الدوله» حاکم کرمان شد. وکیل‌الملک ثانی همچون پدر به دولت‌خواهی، مردم‌داری و نظم شهر پرداخت. از خدماتش به دولت تسخیر قلعه کوهک است که مامن بلوچ‌ها بود. چوب و فلک کردن شیخ احمد کرمانی به دستور او به مهاجرت شیخ‌احمد و یاران آزادیخواهش از کرمان منتهی شد. در ۱۲۹۴ ه‍. ق. به دلیل کمبود غله و گرانی نان در شهر کرمان آشوب شد و کارگران شالباف به سرکردگی علیمحمد نامی دست به غارت منازل تجار می‌زدند؛ وکیل‌الملک مایل نبود که آنان را کیفر دهد از این رو در ۱۲۹۵ ه‍. ق. استعفاء کرد و روانه طهران شد و فیروزمیرزا فرمانفرما عهده دار حکومت کرمان شد.

## کارهای عمرانی
مرتضی‌قلی‌خان نوری بناهای ناتمام پدر را به اتمام رساند و با پرداخت ۸۵ هزار تومان کار حفر نهر شهر نجف را به پایان رسانید. همچنین سردر عظیمی بر عمارت حضرت معصومه بنا نهاد و مزار حاج محمدحسین نائینی را تعمیر کرد و بسیاری مساجد، میدان، باغ و عمارت ساخت. وی نیز موقوفات بسیاری بر این بناها قرار داد تا همچنان پایدار و استوار بمانند.
کاروانسرای وکیل در سمت چپ بازار در مجموعه وکیل واقع و کاروانسرای بزرگ شهر محسوب می‌شود. به فرمان محمد اسماعیل خان وکیل‌الملک والی کرمان بنا شد و در زمان مرتض قلی خان، وکیل‌الملک ثانی در سال ۱۲۸۷ به اتمام رسید. سر در ورودی کاروانسرا در بازار با کاشی‌کاری و گچ‌بری تزئین شده‌است.

## همسر و فرزندان
مرتضی‌قلی خان وکیل‌الملک در زمان حکومت کرمان با ملک‌تاج فیروز نجم السلطنه دختر شاهزاده فیروز میرزا نصرت الدوله فرمانفرما، ازدواج کرد. وکیل‌الملک در آن هنگام از ازدواج‌های قبلی اش، چند فرزند داشت. نجم السلطنه از این ازدواج صاحب دو دختر به نام‌های عشرت الدوله و شوکت الدوله شد.